# Zonfossil

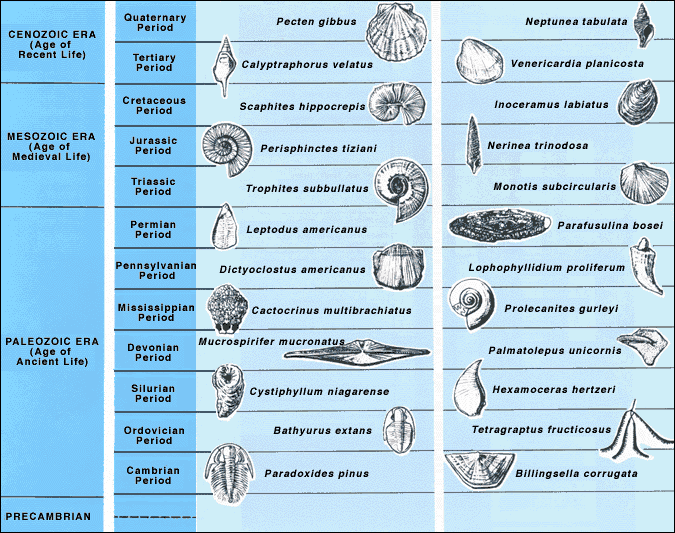
Exempel på zonfossil

Zonfossil eller ledfossil kallas de fossil som används för att åldersbestämma sedimentära bergarter genom dess förekomst i lagerföljden. Ett zonfossil ska ha en begränsad stratigrafisk utbredning, det vill säga ska ha levt under en relativ kort period, för att dess förekomst i lagerföljden ska vara användbar för dateringen av avlagringens ålder. Zonfossil bör även ha stor geografisk spridning för möjlighet till jämförelser mellan olika delar av världen. Många av de vanligaste zonfossilen är därför pelagiska. Exempel på djurgrupper som används som zonfossil är graptoliter, konodonter, musselkräftor och foraminiferer.
Zonfossil används även för att åldersbestämma andra fossil, utifrån om de förekommer i samma lager som ett visst zonfossil. Inom den biostratigrafiska zoneringen används zonfossil för att definiera olika biozoner. Zonfossil med stor geografisk spridning underlättar för en global korrelering (samordning) av biozoner. 